# Justin Papineau
Pour les articles homonymes, voir Papineau.
Justin Papineau (né le 15 janvier 1980 à Ottawa, dans la province de l'Ontario, au Canada) est un joueur professionnel canadien de hockey sur glace qui évoluait au poste de centre.
Il commence sa carrière dans la Ligue de hockey de l'Ontario avec les Bulls de Belleville en saison 1996-1997 et remporte avec eux les séries éliminatoires en 1998-1999 et est même élu meilleur joueur des séries. Il devient professionnel en 2000 et partage son temps entre 2000 et 2007 entre la Ligue nationale de hockey et la Ligue américaine de hockey, passant même plus de temps dans la LAH que dans la LNH. En 2007, il quitte l'Amérique du Nord et joue trois dernières saisons en Europe, en Suisse d'abord puis en Allemagne. Il met fin à sa carrière de joueur en 2012 après plus d'un an d'arrêt de jeu en raison de blessures.

## Biographie

### Débuts dans la LHO

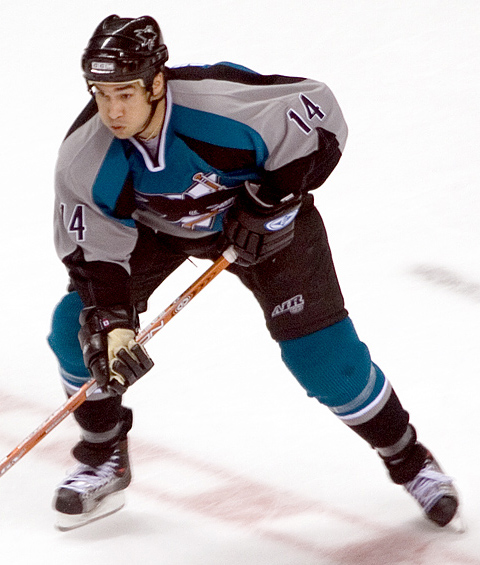
Jonathan Cheechoo (ici en 2006 avec les Sharks de San José) joue aux côtés de Papineau entre 1997 et 2000.

Papineau commence sa carrière en jouant avec les Sénateurs d'Ottawa juniors dans la Ligue centrale junior de hockey. Il rejoint la saison suivante les Bulls de Belleville qui le choisissent lors du repêchage de la Ligue de hockey de l'Ontario au premier tour, le onzième joueur sélectionné.
Papineau rejoint dès la saison 1996-1997 la LHO et compte dix buts et trente-deux passes décisives lors de cette première saison alors que son équipe ne parvient pas à se qualifier pour les séries éliminatoires de la ligue. Il est mis en avant en étant sélectionné dans la deuxième équipe type des recrues de la saison. Au cours de la saison suivante, les Bulls jouent les séries mais perdent au deuxième tour alors que Papineau compte 94 points, le neuvième meilleur total de la saison pour l'ensemble de la LHO.
Papineau participe fin juin au repêchage d'entrée dans la Ligue nationale de hockey et est sélectionné par les Kings de Los Angeles au deuxième tour, le 46e joueur sélectionné. Il termine encore neuvième meilleur pointeur de la LHO, avec un total de 99 points, à la fin de la saison 1998-1999 mais cette fois, les Bulls parviennent en finale des séries et sont opposés aux Knights de London. Les joueurs de Belleville remportent la Coupe J.-Ross-Robertson en sept rencontres, quatre matchs à trois. Papineau est mis en avant par la LHO pour ses performances dans les séries et reçoit le trophée Wayne-Gretzky 99, nouveau trophée mis en place pour récompenser le meilleur joueur des séries. Il compte en effet un record de 51 points au cours des séries. Les Bulls sont invités à jouer l'édition 1999 de la Coupe Memorial, le tournoi finale des meilleures équipes de la Ligue canadienne de hockey mais l'équipe perd en demi-finale face aux 67 d'Ottawa, futurs champions de la Coupe.
Papineau joue une saison dans la LHO en 1999-2000 mais sa production offensive chute à 76 points, le deuxième meilleur total de l'équipe derrière Jonathan Cheechoo. Qualifiés pour les séries, les champions en titre sont éliminés en finale d'association par les Colts de Barrie, futurs champions.

### Carrière professionnelle en Amérique du Nord
N'ayant pas réussi à s'entendre avec les Kings, Papineau participe une nouvelle fois au repêchage de la LNH en 2000. Il est sélectionné cette fois lors du troisième tour, le 75e joueur au total, par les Blues de Saint-Louis. Il s'engage avec les Blues mais passe toute la saison dans la Ligue américaine de hockey avec les IceCats de Worcester. Auteur 29 points pour sa première saison professionnelle, il inscrit 76 points lors de la saison suivante et joue même un match dans la LNH avec les Blues.
Papineau partage son temps de jeu au cours de la saison 2002-2003 entre la LNH et la LAH mais en mars 2003, il rejoint l'organisation des Islanders de New York en retour de Chris Osgood. Il joue ainsi la fin de la saison avec les Islanders mais également dans la LAH avec les Sound Tigers de Bridgeport. Il connaît sa première saison complète dans la LNH en 2003-2004 mais le lock-out de la LNH le fait jouer la saison 2004-2005 dans la LAH.
Après une nouvelle saison dans la LAH, il est laissé agent libre par les Islanders fin 2006 et signe nouveau contrat avec les Devils du New Jersey en août 2006. En raison de problèmes de santé, il ne joue qu'une trentaine de rencontres avec les Devils de Lowell au cours de la saison 2006-2007. Une nouvelle fois agent libre et ne parvenant pas à trouver une place dans un effectif de la LNH, il s'engage en juin 2007 en Europe pour jouer avec l'EHC Basel Sharks dans la Ligue nationale A.

### En Europe

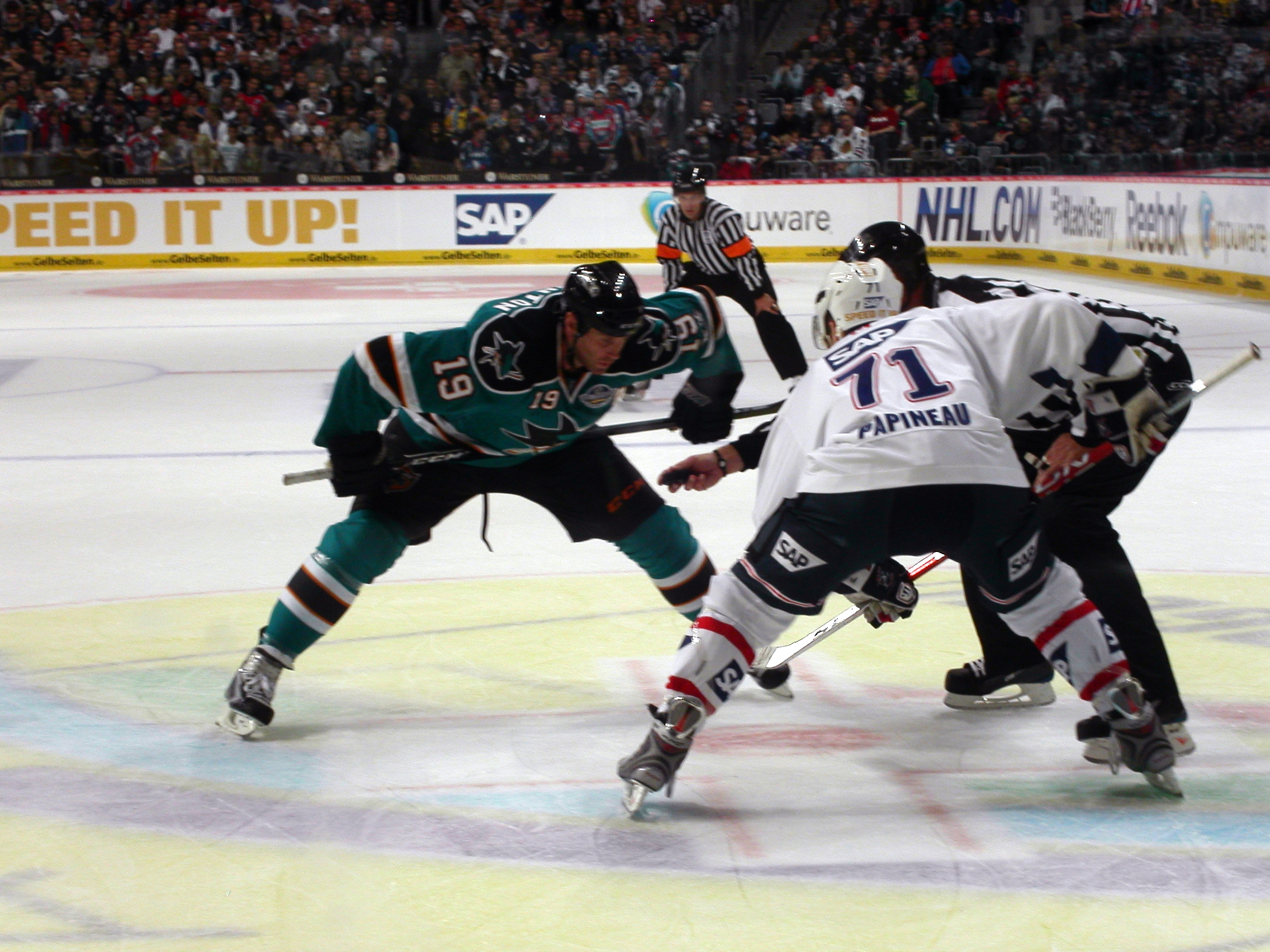
Papineau dans une mise au jeu face à Joe Thornton lors d'un match amical du Adler face aux Sharks de San José en octobre 2010.

La saison 2007-2008 de Bâle n'est pas une bonne saison puisque l'équipe finit dernière de la première phase puis est reléguée en Ligue nationale B à la suite du barrage de relégation. Il change une nouvelle fois d'équipe en avril 2008 et rejoint l'Allemagne et le club de l'Wolfsburg Grizzly Adams qui évolue en élite allemande, la Deutsche Eishockey-Liga.
L'équipe de Papineau termine la saison à la septième place du classement alors que le Canadien compte 55 points, le troisième meilleur total de son équipe derrière Jason Ulmer et Ken Magowan, mais également le huitième meilleur compteur de toute la ligue. Le journal allemand Eishockey News le désigne deuxième meilleur centre de la saison derrière Denis Pederson. L'équipe de Wolfsburg joue les séries éliminatoires mais perd en quart de finale contre les Scorpions de Hanovre, deuxièmes de la saison. En avril, Papineau signe avec un autre club allemand, les Adler Mannheim qui perdent lors du tour préliminaire des séries de 2009-2010
Le 15 octobre 2010, il se blesse au cours d'un match du début de la saison contre l'ERC Ingolstadt. Il ne revient finalement pas au jeu de la saison et presque deux ans plus tard, le 2 août 2012, il annonce mettre fin à sa carrière à l'âge de 32 ans.

## Statistiques
| Saison     | Équipe                     | Ligue      |    | Saison régulière | Saison régulière | Saison régulière | Saison régulière | Saison régulière |    | Séries éliminatoires | Séries éliminatoires | Séries éliminatoires | Séries éliminatoires | Séries éliminatoires |
| Saison     | Équipe                     | Ligue      | PJ | B                | A                | Pts              | Pun              | PJ               | B  | A                    | Pts                  | Pun                  |                      |                      |
| 1995-1996  | Sénateurs d'Ottawa juniors | CJHL       | 52 | 31               | 19               | 50               | 51               |                  |    |                      |                      |                      |                      |                      |
| 1996-1997  | Bulls de Belleville        | LHO        | 50 | 10               | 32               | 42               | 32               |                  |    |                      |                      |                      |                      |                      |
| 1997-1998  | Bulls de Belleville        | LHO        | 66 | 41               | 53               | 94               | 34               | 10               | 5  | 9                    | 14                   | 6                    |                      |                      |
| 1998-1999  | Bulls de Belleville        | LHO        | 68 | 52               | 47               | 99               | 28               | 21               | 21 | 30                   | 51                   | 20                   |                      |                      |
| 1999-2000  | Bulls de Belleville        | LHO        | 60 | 40               | 36               | 76               | 52               | 16               | 4  | 12                   | 16                   | 16                   |                      |                      |
| 2000-2001  | IceCats de Worcester       | LAH        | 43 | 7                | 22               | 29               | 33               | 11               | 7  | 3                    | 10                   | 8                    |                      |                      |
| 2001-2002  | Blues de Saint-Louis       | LNH        | 1  | 0                | 0                | 0                | 0                |                  |    |                      |                      |                      |                      |                      |
| 2001-2002  | IceCats de Worcester       | LAH        | 75 | 38               | 38               | 76               | 86               | 3                | 1  | 2                    | 3                    | 4                    |                      |                      |
| 2002-2003  | IceCats de Worcester       | LAH        | 44 | 21               | 17               | 38               | 42               |                  |    |                      |                      |                      |                      |                      |
| 2002-2003  | Blues de Saint-Louis       | LNH        | 11 | 2                | 1                | 3                | 0                |                  |    |                      |                      |                      |                      |                      |
| 2002-2003  | Sound Tigers de Bridgeport | LAH        | 5  | 7                | 1                | 8                | 4                | 7                | 1  | 3                    | 4                    | 7                    |                      |                      |
| 2002-2003  | Islanders de New York      | LNH        | 5  | 1                | 2                | 3                | 4                | 1                | 0  | 0                    | 0                    | 0                    |                      |                      |
| 2003-2004  | Islanders de New York      | LNH        | 64 | 8                | 5                | 13               | 8                |                  |    |                      |                      |                      |                      |                      |
| 2004-2005  | Sound Tigers de Bridgeport | LAH        | 59 | 18               | 16               | 34               | 52               |                  |    |                      |                      |                      |                      |                      |
| 2005-2006  | Sound Tigers de Bridgeport | LAH        | 12 | 6                | 6                | 12               | 12               | 5                | 1  | 3                    | 4                    | 4                    |                      |                      |
| 2006-2007  | Devils de Lowell           | LAH        | 29 | 12               | 17               | 29               | 24               |                  |    |                      |                      |                      |                      |                      |
| 2007-2008  | EHC Basel Sharks           | LNA        | 41 | 6                | 22               | 28               | 40               |                  |    |                      |                      |                      |                      |                      |
| 2008-2009  | Wolfsburg Grizzly Adams    | DEL        | 49 | 21               | 34               | 55               | 58               | 10               | 0  | 3                    | 3                    | 8                    |                      |                      |
| 2009-2010  | Adler Mannheim             | DEL        | 51 | 19               | 25               | 44               | 38               | 2                | 1  | 1                    | 2                    | 0                    |                      |                      |
| 2010-2011  | Adler Mannheim             | DEL        | 13 | 4                | 4                | 8                | 6                |                  |    |                      |                      |                      |                      |                      |
| Totaux LNH | Totaux LNH                 | Totaux LNH | 81 | 11               | 8                | 19               | 2                | 1                | 0  | 0                    | 0                    | 0                    |                      |                      |

## Trophées et honneurs personnels
- 1996-1997 : sélectionné dans la deuxième équipe type des recrues
- 1997-1998 : joue le Match des étoiles de la LHO[19]
- 1998-1999 :
  - joue le Match des étoiles de la LHO
  - Trophée Wayne-Gretzky 99 du meilleur joueur des séries
  - Coupe J.-Ross-Robertson avec les Bulls
- 1999-2000 : joue le Match des étoiles de la LHO[19]